# Popillia robichei
Popillia robichei är en skalbaggsart som beskrevs av Limbourg 2007. Popillia robichei ingår i släktet Popillia och familjen Rutelidae. Inga underarter finns listade i Catalogue of Life.